# Swetlana Wladimirowna Saikina
Swetlana Wladimirowna Saikina (russisch Светлана Владимировна Сайкина, engl. Transkription Svetlana Saykina, geb. Иванова – Iwanowa – Ivanova; * 10. Juli 1985 in Kostroma) ist eine russische Diskuswerferin.
Bei den Olympischen Spielen 2008 in Peking und bei den Leichtathletik-Weltmeisterschaften 2009 in Berlin schied sie in der Qualifikation aus. 2010 wurde russische Meisterin und Zehnte bei den Leichtathletik-Europameisterschaften in Barcelona.
Ihre persönliche Bestweite von 63,42 m stellte sie am 6. Juli 2008 in Tula auf.
Swetlana Saikina gehört der russischen Armee an.